# 극장판 시로바코
《극장판 시로바코》(劇場版 SHIROBAKO, 영어: SHIROBAKO The Movie)는 2020년 2월에 개봉한 일본의 코미디, 드라마, 애니메이션 영화이다.
 미즈시마 츠토무가 감독을 맡았다.
 일본은 2020년 2월 29일에 대만은 2020년 5월 8일에 대한민국은 2020년 8월 20일에 개봉되었다.

## 줄거리
무사시노 애니메이션은 의뢰를 받고 타임 히포포타마스란 제목의

애니메이션을 심혈을 기울여 제작하는 와중에 클라이언트의

사정으로 제작이 중단되었는데 문제는 정식 계약서가

작성되기 전이라 사전작업 성격으로 제작하던게 되어서

온전한 제작비용을 받기가 어려워 회사가 망하기 직전이라는 것과

책임을 진 사장의 사퇴와 주요 인원들이 퇴사를 했다는 것.

남은 회사 인원들이 하청을 통해 겨우 연명하던 중

오리지널 극장판 영화 우주강습양륙함 SIVA의 제작을 게페우에 의뢰한

카츠라기 코타로는 예산이 늘어나지 않는 이상 바로 제작하기

어렵다는 말을 듣고 무사시노 애니메이션에게 의뢰를 하게 되고

무사시노 애니메이션은 제작을 하기로 하는데

과연 작업을 마무리하고 극장개봉을 할 수 있을 것인가?

## 출연진
- 키무라 쥬리 - 미야모리 아오이 목소리역
- 요시무라 하루카 - 야스하라 에마 목소리역
- 치스가 하루카 - 사카키 시즈카 목소리역
- 사쿠라 아야네 - 미야이 카에데 목소리역
- 야마오카 유리 - 야노 에리카 목소리역
- 마츠카제 마사야 - 와타나베 슌 목소리역
- 타카노 아사미 - 토도우 미사 목소리역
- 오와다 히토미 - 이마이 미도리 목소리역
- 하야마 이쿠미 - 안도 츠바키 목소리역
- 요네자와 마도카 - 사토 사라 목소리역
- 이자와 시오리 - 쿠노키 아이 목소리역
- 타마르 아츠시 - 타카하시 큐지 목소리역
- 나카하라 마이 - 오키츠 유카 목소리역
- 요시노 히로유키 - 타카나시 타로 목소리역
- 코바야시 유스케 - 히라오카 다이스케 목소리역
- 히야마 노부유키 - 키노시타 세이이치 목소리역
- 코부시 노부유키 - 카츠라기 코타로 목소리역
- 카야노 아이 - 오가사와라 린코 목소리역
- 니시지 슈야 - 혼다 유타카 목소리역
- 누마쿠라 마나미 - 이구치 유미 목소리역
- 코야나기 모토이 - 스기에 시게루 목소리역
- 마츠모토 시노부 - 엔도 료스케 목소리역
- 이토 시즈카 - 도모토 치에미 목소리역
- 히노 마리 - 신카와 나오 목소리역
- 야마카와 코토미 - 세가와 미사토 목소리역